# 북송
북송(北宋, 960년 ~ 1127년)은 중국의 왕조 중 하나이다. 조광윤이 오대 최후의 왕조 후주의 공제 시종훈에게서 선양을 받아 개봉에 도읍하여 세운 나라이다. 국호는 송이었으나, 금나라에 의해 개봉에서 쫓겨나 남하한 뒤에는 남송과 구별하여 북송이라 불리었다. 북송은 한족들이 세운 당나라를 계승한 국가이며 남송과 더불어 송, 송조(宋朝)라고 한다.거란은 송나라의 국성을 차용하여 지아우이 구르(趙國, 거란어: ʤiauɡu-i ɡur)라고 불렀다.

## 역사
후주의 전전도점검(殿前都点検; 근위대장)이었던 조광윤이 후주 최후의 황제 공제(恭帝)에게서 선양을 받아 건국하였다. 조광윤은 남은 10국을 정복하여 분열상태의 중국을 재통일하려 했으나 뜻을 이루지 못하고 병사했다. 뒤를 계승한 이는 동생 조광의(趙匡義)였는데, 이 계승에 관해서 불분명한 부분이 많아 촉영부성(燭影斧聲)라는 의혹의 말이 퍼졌었다. 태종(太宗)이 된 조광의는 형의 사업을 물려받아 중국 통일을 이루고, 과거 제도의 충실을 노렸다. 과거 제도는 태종의 아들 진종(眞宗)의 대에 완성되었다.
과거 제도의 확립은 황제 독재권의 강화를 가져왔으나 동시에 과도한 문관 대우로 인해 군사력의 쇠퇴를 불러왔다. 1004년 북쪽의 요나라가 남하하여 송을 침공하였다. 진종은 전주로 친히 군대를 이끌고   맞아 싸웠으나 요에게 매년 재물을 보내는 것으로 화의했다.(전주를 전연이라고도 하기 때문에 이 조약을 '전연의 맹약'이라 한다) 또 요의 침공과 동시에 서쪽의 탕구트족은 서하를 건국하고 송에 반기를 들었으나, 이것도 1044년 재물을 보내는 것으로 화의했다.(경력의 화약)
이 맹세로 인해 평화를 얻은 송은 압도적인 경제력을 배경으로 높은 문화의 꽃을 피웠다. 이 시기에는 회화, 도자기, 한시 등 여러 분야에서도 중국 역대에서도 최고봉이라 칭해지는 작품이 적지 않게 있다. 또 경제 발전과 함께 일반 백성의 경제력도 향상되어 수도 개봉에는 밤이 없을 정도로 활기가 끊이지 않았고, 도시에서 자유롭게 시장을 열어 도단에서는 강담 및 예술인이 시민들의 귀와 눈을 즐겁게 했다.
또 후세에 이르러, 요와 서하(후에 남송시대의 금도 포함)에 재물을 바쳐 평화를 얻은 것을 재정 별 및 민족주의적인 측면에서 비난하는 의견도 있으나, 이것으로 인해 요 및 서하의 지배 계층을 추락시켜 상대국의 군사력 약체화를 초래한 것도 있고, 견직물 및 도자기, 차등을 애호하는 습관이 이들 여러 나라의 사회 전체에 널리 퍼뜨려 수입량이 증가하여 바쳐진 재물을 상회하는 재물이 송 측으로 역으로 흘러 들어가게 되어, 결과적으로 송의 경제력 강화와 연결된 측면도 있다.

### 신법-구법의 다툼
그러나 이 경제적 발전의 이면에는 사회적 모순도 진행되어 민중들 간의 경제적 격차는 매우 커지게 되었다. 또한 요, 서하에 대한 방어에 사용된 군사비가 국가재정에 커다란 부담을 안겨주었고, 그 외 대상인, 대지주의 세수(稅收)의 감소는 무시할 수 없는 상태에 이르게 되어, 어떻게든 개혁이 요구되었다.
6대 황제 신종(神宗)은 왕안석(王安石)을 등용하여 국정개혁에 나섰다. 이 움직임을 신법, 왕안석의 신법이라고 불렀다. 이 신법은 주로 영세 농민의 보호와 대상인, 대지주의 억제를 목표로 한 것이기에 신법은 지주, 상인세력과 그곳 출신인 관료들의 엄청난 반대를 불러 일으켰다. 이들 반대파들을 가리켜 구법파(舊法派)라고 불렀다.
이 신법파와 구법파의 다툼은 나날이 격렬해져 갔다. 신법파의 왕안석에 대해 구법파의 대표자는 사마광(司馬光)이었다. 이 두 사람이 살아있던 기간에는 당파의 다툼은 높은 이념에 의한 것이었으나, 두 사람이 죽은 후에는 당리에 의한 이념 다툼으로 추락했다. 신법파가 이기면 구법파의 관료는 한꺼번에 중앙에서 멀어졌고, 법률을 모두 개정하였지만, 그 후에 구법파가 득세할 때에는 오히려 반대의 일이 벌어지는 상황이 비일비재하였다.
이러한 다툼은 국가 체제에 영향을 미치게 되었고, 서서히 송의 국력은 기울어져갔다.

### 멸망
8대 황제 휘종(徽宗)은 뛰어난 예술적 재능을 갖춘 군주로써, 그의 회화는 북송시대뿐만 아니라 중국 역사에서도 최고봉으로 손꼽히는 인물이었다. 그러나 황제로써 한 일은 채경(蔡京), 고구(高俅), 이언(李彦), 동관(童貫)등 황제를 이용하여 이익을 얻으려는 측근들에게 영향을 받아 자신의 예술을 위해 거대한 정원석 및 정원목을 먼 남쪽에서 운반하는 데 거액의 국비를 사용하고(화석망), 그 구멍을 메우기 위해 신법을 이용하여 증세를 하는 사태에 이르렀다. 이에 대해 민중반란이 빈발하고, 군대는 이들을 진압하기에 바빴다. 이 시기 반란중 한 가지에 힌트를 얻어 이야기를 부풀리고, 강담으로써 널리 퍼져, 후에 이것을 집대성한 작품이 바로 『수호전(水滸伝)』이다.
이때 북쪽의 숙적이던 요나라는 중국 동북지방 만주에서 일어난 여진족의 위협을 받고 있었다. 여진족은 요나라의 착취에 대항해 부족이 단결하여 1115년 스스로 나라를 세우니 이것이 바로 금나라이었다. 이 여진족을 주목한 송나라 조정에서는 금나라에 대해 공동으로 요나라를 공격하자고 약속하였다.(해상의 맹세)
1121년 금나라와 공동으로 출병하여 요나라를 멸망시키고 연운십육주의 일부를 되찾았으나, 반환 전에 연운십육주 전 지역은 금나라의 군대에 의해 약탈당하고 주민들은 북방으로 강제이주를 당했기에 당분간 이 지방에서 세수를 바라지는 못했다. 이 금나라에 대항하기 위해 요나라의 잔당과 손을 잡은 것에 대해 금나라의 분노를 사게 되어, 1127년 개봉을 함락당하고, 황제 흠종·상황 휘종은 북방으로 연행되었다. 이것을 정강의 변이라고 부른다. 흠종의 동생이었던 조구가 남쪽으로 도망쳐 항주에서 황제를 선언하고, 지형 및 기후 관계로 금나라의 영향력이 강하게 미치지 못하던 회하 이남의 땅을 확보하여 송나라의 명맥을 이어나갔다. 이때부터 송나라를 남송이라고 불렀다.

## 정치

### 문치주의
당나라가 각지에 군벌이라고 불리는 절도사의 할거를 용인하여 이윽고 오대십국 시대의 병란까지 이르는 것을 본 태조 조광윤이 세운 송 왕조는 각지의 유력자 세력을 전시(殿試)를 실시하는 등, 과거를 본격적으로 운용하기 시작해 명실 공히 문신 관료체제가 완성의 영역에 도달하였다. 진나라 이전, 오호십육국 시대, 남북조 시대, 오대십국 시대의 군웅 할거 상황은 이 이후 중화 왕조에서는 근대에 이르기까지 보이지 않게 되었다.
송 시대의 지배체제는 당(唐) 시대의 귀족층이 오대십국의 병란을 통해 몰락한 후, 사대부라 불리는 새로운 계층이 중심이 되었다. 사대부는 교양을 지닌 부유한 시민이라는 뜻을 가진 존재로써 학문을 쌓고 과거에 합격하여 관료가 되는 것으로 귀족이란 혈연에 의해 존경을 받는 것이 아니라 과거의 합격자를 배출해 현관으로 오르는 일이 주위의 존경을 모아, 지방의 간판 같은 존재가 되어 재산을 쌓았다. 반대로 이야기 하자면 재산을 쌓을 수 있는 출세한 인간이 이 일족에서 나오지 않는다면, 존경은 받지 못하고, 재산도 이윽고 소멸된다는 것을 말하는 것이다.
황제가 이러한 사대부 출신의 관료를 수족으로 사용하여 국정을 담당하게 한 체제는 '황제전제', '군주독재'라고도 칭하였다. 다만 또 한편으로는 진종의 사망 후, 어리고 병약한 황제가 차례로 즉위하고, 송 황실과는 혈연관계가 없는 황태후나 태황태후가 황제의 직무를 대행하여, 정치를 안정시킨 일은 주목할 가치가 있다.
이러한 사대부 층은 관료이면서 동시에 지주, 대상인 이었기에 모든 문화를 독점하게 되었다. 이 이후 중국에서 다음 원나라 시대를 제외하고는 역사의 무대에 등장한 이들은 거의 사대부로 제한되었고, 그 외로는 누르하치를 비롯한 왕조 창설기의 인물과 그 주위에 있던 존재로써 이자성, 홍수전이라 말 할 수 있는 반란 지도자들뿐이었다.

### 과거제도
수나라 문제에 의해 시작된 과거 제도였으나, 과거가 진정한 의미로 효과를 발휘하게 된 것은 송 시대라 말할 수 있다. 당나라에서는 과거를 통과하더라도 귀족층의 방해를 받아, 몇 년이 지나도 관직을 받지 못하는 일도 있었다. 한유(韓愈)가 그 대표적인 예라고 할 수 있다. 송 시대에는 귀족층의 몰락으로 인해 이러한 일은 없었다.
송 시대에서의 과거제도의 주요 변경 점으로 즉 전시를 시작한 일을 꼽을 수 있다. 이때까지는 지방에서 1차 시험으로 실시한 해시(解試), 중앙에서 2차 시험으로 실시한 회시(會試)의 2종류가 있었는데, 이들 시험 위에 황제의 눈앞에서 실시한 전시를 만든 것이었다.
처음에는 전시에 의해 낙제한 사람도 있었으나, 낙제한 사람은 기본적으로 없었다. 또 그때까지 많은 수의 과거 과목(교과의 일은 아니고, 수험코스)을 진사(進士), 명법(明法)등으로 나뉘었으나, 신종시기에 진사과 하나로 만들었다. 이 이후로 과거의 합격자를 진사라고 부르게 되었다.
과거제도에 있어서 매년 시험관이 그 해 합격자와 사제관계를 맺어 이것이 관계(官界)에 관련된 인맥의 기초가 되었다. 낙제자가 없었던 전시가 존재하는 의미도 여기에 있기에, 황제와의 사이에서 사제관계를 맺는 일이 황제의 직속 관료라는 의식을 생겨나게 하였다. 
송 시대에는 중국 역사상 가장 과거가 성행하던 시대여서, 거의 3년에 1번 시행되었고, 1회에 약 3~400명이 합격하였다. 그 중에는 수석 합격자를 가리켜 장원(状元)이라고 불렀다.
송 시대에는 그때까지 보이지 않았던 개인이 국가를 책임지려는 기개가 보였다. 신법, 구법의 다툼에서도 그 기개가. 그 원천이라 할 수 있는 것은 과거에 의해 실력으로 지위를 얻은 것을 자랑스럽게 생각한 것이다. 송 시대를 통해 관료와 관료 예비군인 학생들의 세력은 매우 강해져, 학생들의 운동에 의해 재상이 탄핵을 받은 일도 있었다.

### 관료제도
송 시대 관료제도는 북송의 원풍(元豊)년간을 경계로 크게 변화하였다. 송 초기 원풍개혁 때까지는 오대의 영향을 크게 받아, 당 제도에 의거한 관명이 기록관(寄禄官; 봉급표(俸給表)로 변화해 실제 직함을 표시하지 않는 등, 당 제도 및 명, 청 시대의 관료체계에서는 볼 수 없는 형태를 취하게 되었다.
예를 들어 육부(六部)의 시랑(侍郞) 및 원외랑(員外郞)은 실제로는 육부의 일을 하지 않고, 봉급의 단계를 표시하는 데 쓰였다. 이 시대의 관료 제도를 간단하게 서술한다면 아래와 같다. 
중앙관제는 형식상 예부터 내려온 삼성육부(三省六部), 구사(九寺), 오감(五監)을 유지하였다. 그 중에 중서성(中書省)이 문하성(門下省)의 권한을 흡수하는 형태로 권한이 집중화된 재상부(宰相府)가 있었고, 재상은 동중서문하평장서(同中書門下平章事)라고 불리어, 1명이 아닌 3명이 선택되었고, 부재상으로써 참지정사(参 知政事)가 여러 명 선택되었다.
재상부는 민정을 담당하고, 군사를 담당한 것은 추밀원(枢密院)이었다. 추밀원의 장관 추밀사(枢密使)와 부장관 추밀부사(枢密副使)에 참가정사를 합쳐 집정(執政)이라 불렸고, 재상과 집정이 전체의 정무를 맡았다.
행정기관인 육부, 구사, 오감이 있으나, 이들은 실제로는 아무런 역할이 없었고, 대신하여 실제 행정을 맡았던 사직(使職)이라 불리는 관직이 있었다.
- 삼사(三司) - 재정을 담당.
- 어사태(御史台) - 관료를 감찰.
- 심사원(審官院) - 인사담당.
- 태사예의원(太常礼儀院) - 제사담당.
- 심형원(審刑院), 형부(刑部), 대리사(大理寺) - 재판담당.

등의 관직이 담당했다.
예부터 내려온 관직명은 일의 내용을 나타내는 것이 아닌, 그 일이 단계에 존재하는 것을 나타내는 것에 불과했다. 말하자면 당나라 시대의 삼품(三品)의 위라는 것이 구품(九品)의 아래라고 말할 수 있는 것과 같다.
지방관제에 의거한 최대 행정구분으로 로(路)가 있고, 그 아래에 부(府), 주(州), 군(軍), 현(縣)이 존재했다. 주의 장관은 지(知)~주(州; ~의 부분에는 주의 이름이 들어간다)라고 불렸고, 그 부관으로써 통판(通判)이란

### 군사제도
송의 군사제도는 위병제였다. 태조는 절도사들의 권력을 제한하는 동시에, 자신의 출신모체였던 금군을 강화시켜, 이것을 정규군으로 삼았다. 이 정책으로 인해 중앙의 힘이 강해지고, 절도사가 지방에서 할거하는 것을 억제하게 되었다. 그러나 이것에 그치지 않고, 자신이 금군의 사령관에서 황제가 된 일을 교훈 삼아, 금군의 제도를 개혁하여 전군의 사령관직을 폐지하고 황제직속으로 그 하부의 존재로써 있던 장군을 사용하지 않기로 결정했다.
정규군인 금군과 치중병이었던 상군이 있었고, 상비군은 북송 중기에 140만을 헤아렸다. 그러나 숫자만 많을 뿐, 실제 전투에서는 불안한 병사가 많았었다. 또한 문인중시주의로 다른 무인들은 경시 받아 그 결과 병사를 뽑는 것에 고충이 많아지게 되어, 병사들은 죄인출신자가 뽑히게 되었다.
이러한 경향에 대한 대책 중 한가지로 왕안석은 보마법이라 말해지는 군제개혁안을 내놓았다. 보마법은 군마를 사육하는 일을 장려하는 것으로 보병이 많은 송군이 기병을 증가시켜 전력향상을 노리기 위해 실시한 것이었다.

### 개혁
송은 관료가 역대왕조 중에서도 가장 우대받았던 시기였다.

## 역대 황제
| 어진 | 대수  | 묘호                            | 시호                                                                            | 성명            | 연호 | 재위기간        | 능묘                             |
| ---- | ----- | ------------------------------- | ------------------------------------------------------------------------------- | --------------- | --- | --------------- | -------------------------------- |
|      | ―     | 송 성조 (宋聖祖) (송 태조 추숭) | 상령고도 구천사명 보생천존대제 (上靈高道 九天司命 保生天尊大帝)                 | 조현랑 (趙玄朗) | ― | ―               | ―                                |
|      | ―     | 송 희조 (宋僖祖) (송 태조 추숭) | 입도조기적덕 기공의문헌무 예화지효황제 (立道肇基積德 起功懿文憲武 睿和至孝皇帝) | 조조 (趙朓)     | ― | ―               | ―                                |
|      | ―     | 송 순조 (宋順祖) (송 태조 추숭) | 혜원예명황제 (惠元睿明皇帝)                                                     | 조정 (趙珽)     | ― | ―               | ―                                |
|      | ―     | 송 익조 (宋翼祖) (송 태조 추숭) | 간공예덕황제 (簡恭睿德皇帝)                                                     | 조경 (趙敬)     | ― | ―               | ―                                |
|      | ―     | 송 선조 (宋宣祖) (송 태조 추숭) | 소무예성황제 (昭武睿聖皇帝)                                                     | 조홍은 (趙弘殷) | ― | ―               | ―                                |
|      | 초대  | 송 태조 (宋太祖)                | 계운입극영무 예문신덕성공 지명대효황제 (啓運立極英武 睿文神德聖功 至明大孝皇帝) | 조광윤 (趙匡胤) | 건륭(建隆) 960년 ~ 963년 건덕(乾德) 963년 ~ 968년 개보(開寶) 968년 ~ 976년 | 960년 ~ 976년   | 영창릉 (永昌陵)                  |
|      | 제2대 | 송 태종 (宋太宗)                | 지인응도신공 성덕문무예열 대명광효황제 (至仁應道神功 聖德文武睿烈 大明廣孝皇帝) | 조경 (趙炅)     | 태평흥국(太平興國) 976년 ~ 984년 옹희(雍熙) 984년 ~ 987년 단공(端拱) 988년 ~ 989년 순화(淳化) 990년 ~ 994년 지도(至道) 995년 ~ 997년 | 976년 ~ 997년   | 영희릉 (永熙陵)                  |
|      | 제3대 | 송 진종 (宋眞宗)                | 응부계고신공 양덕문명무정 장성원효황제 (應符稽古神功 讓德文明武定 章聖元孝皇帝) | 조항 (趙恆)     | 함평(咸平) 998년 ~ 1003년 경덕(景德) 1004년 ~ 1007년 대중상부(大中祥符) 1008년 ~ 1016년 천희(天禧) 1017년 ~ 1021년 건흥(乾興) 1022년 | 997년 ~ 1022년  | 영정릉 (永定陵)                  |
|      | 제4대 | 송 인종 (宋仁宗)                | 체천법도극공 전덕신문성무 예철명효황제 (體天法道極功 全德神文聖武 睿哲明孝皇帝) | 조정 (趙禎)     | 천성(天聖) 1023년 ~ 1032년 명도(明道) 1032년 ~ 1033년 경우(景祐) 1034년 ~ 1038년 보원(寶元) 1038년 ~ 1040년 강정(康定) 1040년 ~ 1041년 경력(慶曆) 1041년 ~ 1048년 황우(皇祐) 1049년 ~ 1054년 지화(至化) 1054년 ~ 1056년 가우(嘉祐) 1056년 ~ 1063년 | 1022년 ~ 1063년 | 영소릉 (永昭陵)                  |
|      | 제5대 | 송 영종 (宋英宗)                | 체건응력융공 성덕헌문숙무 예성선효황제 (體乾應歷隆功 盛德憲文肅武 睿聖宣孝皇帝) | 조서 (趙曙)     | 치평(治平) 1064년 ~ 1067년 | 1063년 ~ 1067년 | 영후릉 (永厚陵)                  |
|      | 제6대 | 송 신종 (宋神宗)                | 소천법고운덕 건공영문열무 흠인성효황제 (紹天法古運德 建功英文烈武 欽仁聖孝皇帝) | 조욱 (趙頊)     | 희녕(熙寧) 1068년 ~ 1077년 원풍(元豊) 1078년 ~ 1085년 | 1067년 ~ 1085년 | 영유릉 (永裕陵)                  |
|      | 제7대 | 송 철종 (宋哲宗)                | 헌원계도현덕 정공흠문예무 제성소효황제 (憲元繼道顯德 定功欽文睿武 齊聖昭孝皇帝) | 조후 (趙煦)     | 원우(元祐) 1086년 ~ 1094년 소성(紹聖) 1094년 ~ 1098년 원부(元符) 1098년 ~ 1100년 | 1085년 ~ 1100년 | 영태릉 (永泰陵)                  |
|      | 제8대 | 송 휘종 (宋徽宗)                | 체신합도준렬 손공성문인덕 헌자현효황제 (體神合道駿烈 遜功聖文仁德 憲慈顯孝皇帝) | 조길 (趙佶)     | 건중정국(建中靖國) 1101년 숭녕(崇寧) 1102년 ~ 1106년 대관(大觀) 1107년 ~ 1110년 정화(政和) 1111년 ~ 1118년 중화(重和) 1118년 ~ 1119년 선화(宣和) 1119년 ~ 1125년                                                                                   | 1100년 ~ 1125년 | 영우릉 (永佑陵) (영고릉(永固陵)) |
|      | 제9대 | 송 흠종 (宋欽宗)                | 공문순덕 인효황제 (恭文順德 仁孝皇帝)                                           | 조환 (趙桓)     | 정강(靖康) 1126년 ~ 1127년 | 1125년 ~ 1127년 | 영헌릉 (永獻陵)                  |

## 참고 문헌
- Bo Yang (1977). 《中國歷史年表》 [중국 역사 연표] (중국어). 타이페이: Sing-Kuang Book Company Ltd.